# B.B. King
Riley Ben King (Itta Bena, 16 september 1925 – Las Vegas, 14 mei 2015), beter bekend als B.B. King, was een Amerikaanse bluesgitarist en singer-songwriter. Op 15 december 2006 ontving B.B. King de hoogste burgeronderscheiding, de Presidential Medal of Freedom. B.B King wordt gezien als een van de grootste bluesartiesten aller tijden. Het muziekblad Rolling Stone plaatste King op de derde plaats in een lijst van de honderd beste gitaristen.
Zijn bekendste hit is zijn cover van "The Thrill Is Gone" uit 1970.

## Biografie
King werd geboren op een plantage en een groot deel van zijn jeugd werkte hij, samen met zijn moeder en grootmoeder, als een sharecropper. Voor hij van zijn andere talenten weet had, zou hij per 45 kg katoen 35 dollarcent betaald hebben gekregen. Hij werd na de scheiding van zijn ouders en de vroege dood van zijn moeder door zijn grootmoeder opgevoed. King ging naar de Elkhorn Baptist Church in Kilmichael. Reeds vroeg raakte King in de ban van zwarte muzikanten als T-Bone Walker en Lonnie Johnson, en jazzartiesten zoals Charlie Christian en Django Reinhardt. Snel ontwikkelde King zijn eigen muzikale vaardigheden in de kerk bij het zingen van gospel.

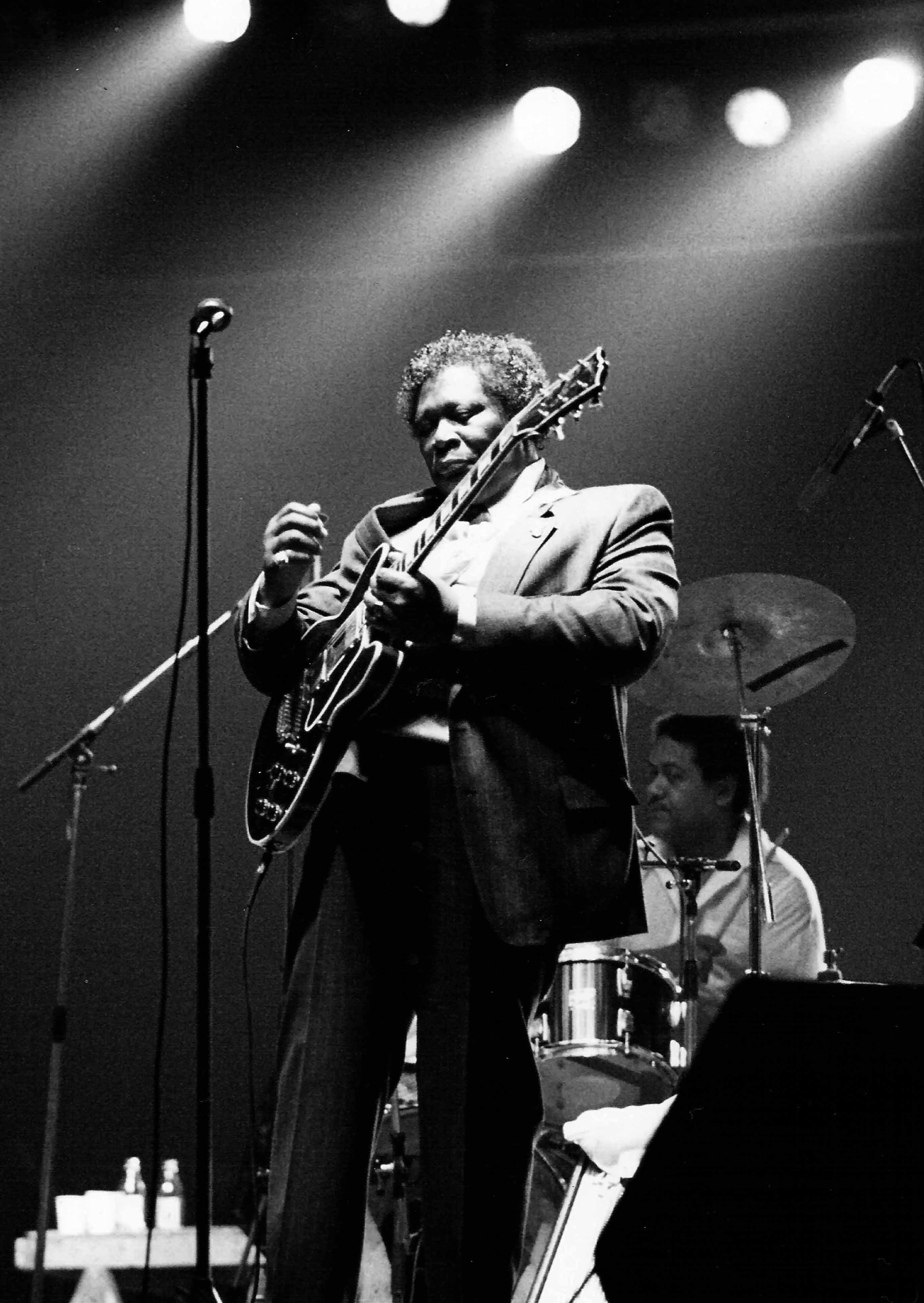

In 1943 verhuisde B.B. King naar Indianola, Mississippi. Drie jaar later verhuisde hij weer naar Memphis, Tennessee, waar hij zijn gitaartechnieken verfijnde, met de hulp van zijn neef, country bluesgitarist Bukka White. Hier trad hij regelmatig op met Johnny Ace, Bobby Bland en Rosco Gordon die zich na het vertrek van King uiteindelijk the Beale Streeters gingen noemen.
Uiteindelijk begon King zijn muziek live in het programma van Sonny Boy Williamson 
op het radiostation van Memphis WDIA te brengen, een station dat juist een draai had gemaakt door enkel zwarte muziek uit te zenden - wat destijds zeer opmerkelijk was. On air begon King de naam The Pepticon Boy te gebruiken, wat later Beale Street Blues Boy werd. Die naam werd afgekort tot gewoonweg Blues Boy, wat uiteindelijk B.B. werd.
In 1949 verschenen de eerste twee singles van King via Bullet Records uit Nashville (Tennessee). Zijn debuut was Miss Martha King. In datzelfde jaar begon King songs op te nemen onder contract met RPM Records. Veel van zijn vroege opnamen werden geproduceerd door Sam Phillips, die later het legendarische Sun Records zou stichten.
In de jaren 1950 werd B.B. een van de belangrijkste namen in rhythm-and-bluesmuziek, met een imposante lijst van hits zoals "You Know I Love You", "Woke Up This Morning", "Please Love Me", "When My Heart Beats Like a Hammer", "Whole Lotta' Love", "You Upset Me Baby", "Every Day I Have The Blues", "Sneakin' Around", "Ten Long Years", "Bad Luck", "Sweet Little Angel", "On My Word of Honor" en "Please Accept My Love". In 1962 begon King bij ABC-Paramount Records.
In november 1964 nam B.B. King het legendarische album Live at the Regal op in het Regal Theater te Chicago.
King vond zijn eerste succes buiten de bluesmarkt in 1969 met zijn remake van Roy Hawkins' melodie, "The thrill is gone", dat een hit werd in zowel de pop- als de R&B-hitlijsten, een zeldzame gebeurtenis, zeker in die tijden. Kings succes bleef duren in de jaren zeventig met liedjes als "To Know You Is to Love You" en "I Like to Live the Love". Van 1951 tot 1985 verscheen King maar liefst 74 keer in de Billboards-R&B-charts.
De jaren tachtig, negentig en de periode na 2000 leverden niet zoveel platen op, maar King bleef wel zeer actief in televisieshows, films, en trad zo'n 300 keer per jaar op. In 1988 bereikte hij een nieuwe generatie fans via de single "When Love Comes To Town", opgenomen samen met de Ierse band U2. In 2000 nam King samen met gitarist Eric Clapton het album Riding With The King op. In 1988 had hij een gastoptreden tijdens een concert van Gary Moore. De uitvoering van "The thrill is gone" is legendarisch.
In 2004 werd aan King een eredoctoraat uitgereikt door de Universiteit van Mississippi. Zijn uitgebreide bluescollectie schonk hij aan het 'Ole Miss Center for Southern Studies'.
King heeft een zeer vol en actief leven geleid. Hij bezat een vliegbrevet, was bekend als gokker, vegetariër, niet-drinker en niet-roker. Als diabeticus sinds meer dan tien jaar, was King een van de spreekbuizen van de strijd tegen diabetes.
In 2011 trad hij voor het laatst op in Nederland tijdens het North Sea Jazz. In 2014 trad hij nog steeds op, maar door een val tijdens een concert in de House of Blues in Chicago kwam daar toch op 89-jarige leeftijd een eind aan. Begin april 2015 werd hij opgenomen in het ziekenhuis van zijn woonplaats Las Vegas wegens ernstige uitdroging als gevolg van zijn diabetes. Eind april werd hij thuis verzorgd, waar hij in mei overleed tijdens zijn slaap. Hij werd herdacht in een kapel in Las Vegas  en begraven in zijn eigen B.B. King Museum in Indianola.

### Lucille

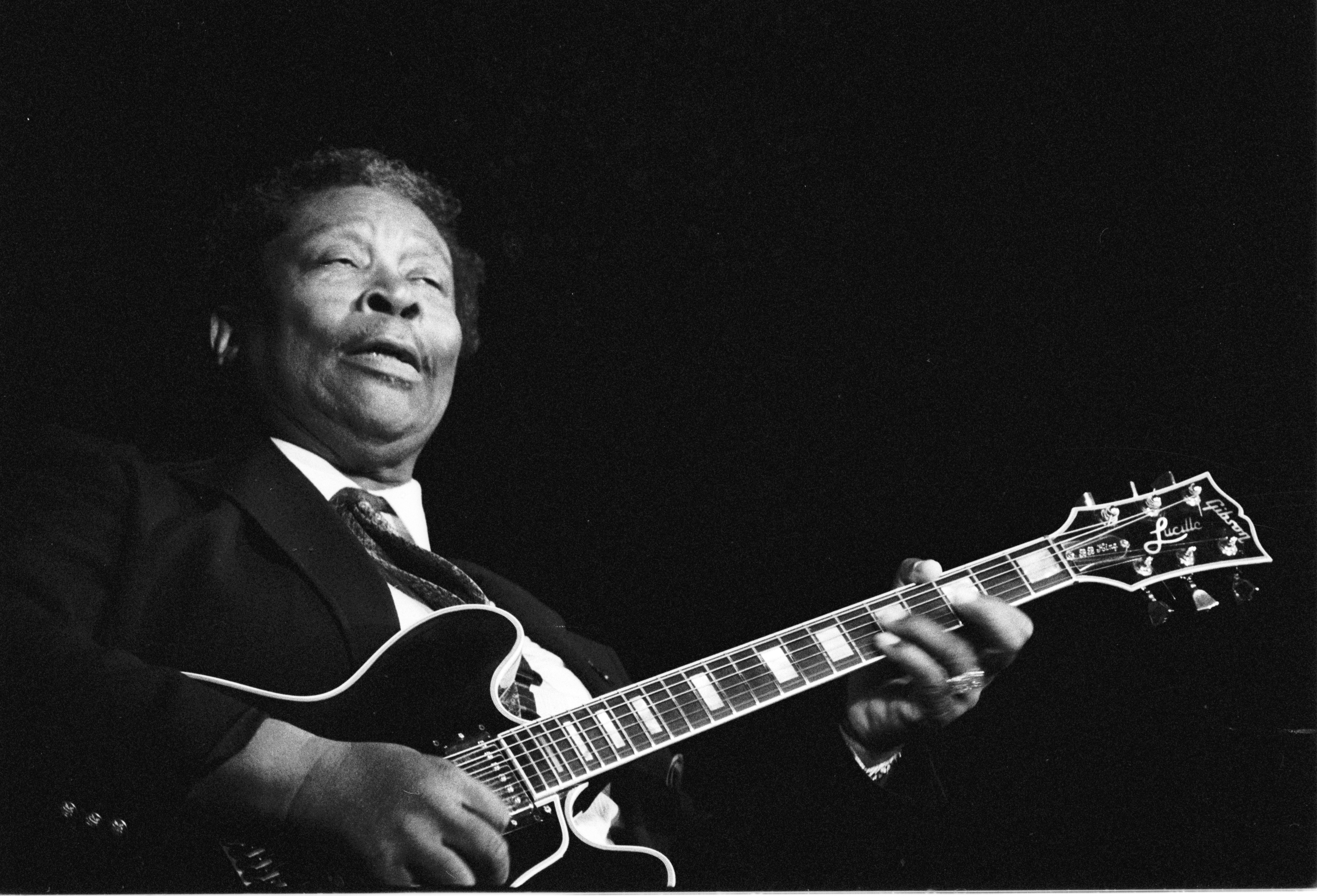
B. B. King live in Frankrijk (1989).

B.B. King speelde vooral op Gibson-gitaren en noemde ze traditiegetrouw "Lucille".
Dit is ontstaan in de winter van 1949. King speelde in Twist, een plaats in Arkansas, Amerika. Tijdens zijn optreden begonnen twee mensen te vechten en ze stootten een vat brandende petroleum om die als verwarming dienstdeed. Daardoor kwam het gebouw in brand te staan. Toen iedereen buiten was, realiseerde King zich dat hij zijn gitaar had achtergelaten. Hij riskeerde toen zijn leven om zijn gitaar te halen.
Toen King later hoorde dat het gevecht over een vrouw ging die "Lucille" heette, besloot hij zijn gitaar zo te noemen, om zich er aan te herinneren nooit meer zoiets te doen.

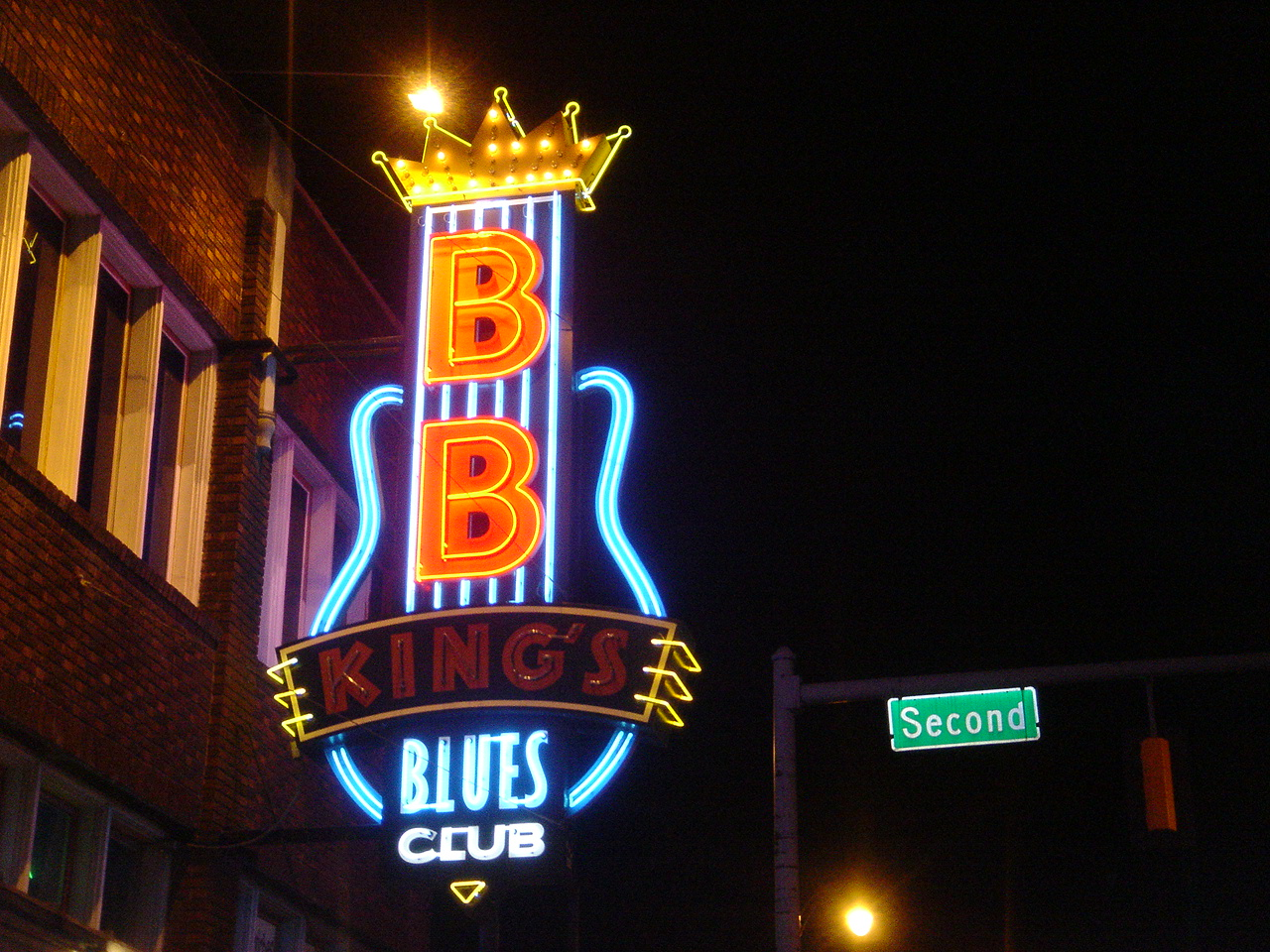
B.B. King's Blues Club op Beale Streat, Memphis

### B.B. King's Blues Club
Een groot bedrijf is in 1991 begonnen met het vestigen van een aantal Blues Clubs. Dit ter ere van B.B King, wiens naam ook gebruikt wordt. In 1991 werd er een BB King's Blues Club geopend op Beale Street in Memphis. In 1994 werd er een tweede club geopend op Universal City Walk in Los Angeles. Een derde club kwam in juni 2000 in New York op Times Square. Nog twee clubs zijn er geopend bij Foxwoods Casino in Connecticut in januari 2002 en een andere in Nashville in 2003. In 2007 werd er een BB King's Blues Club in Orlando geopend op International Drive. In 2009 werd er een club geopend in West Palm Beach. Nog een club is gevestigd in het Mirage Hotel in Las Vegas. De Memphis, Nashville, Orlando, West Palm Beach en Las Vegas blues clubs zijn allemaal van hetzelfde bedrijf.
King werd opgenomen in de Mississippi Musicians Hall of Fame en in de Memphis Music Hall of Fame.

## Onderzoek naar doodsoorzaak
Op 14 mei 2015 overleed King in zijn slaap. King had al jaren diabetes. Dit werd dan ook, in combinatie met zijn leeftijd en uitdrogingsverschijnselen, gezien als doodsoorzaak. Op 25 mei werd bekend dat de FBI een onderzoek gestart had naar de doodsoorzaak van King. Volgens dochters van King zou hij vergiftigd zijn. Bij lijkschouwing werden geen bijzonderheden ontdekt.

## Discografie

### Albums
| Album met eventuele hitnotering(en) in de Nederlandse Album Top 100 | Datum van verschijnen | Datum van binnenkomst | Hoogste positie | Aantal weken | Opmerkingen               |
| ------------------------------------------------------------------- | --------------------- | --------------------- | --------------- | ------------ | ------------------------- |
| Singin' the Blues                                                   | 1956                  | -                     |                 |              |                           |
| B.B. King Wails                                                     | 1960                  | -                     |                 |              |                           |
| Sings Spirituals                                                    | 1960                  | -                     |                 |              |                           |
| The Blues                                                           | 1960                  | -                     |                 |              |                           |
| More                                                                | 1961                  | -                     |                 |              |                           |
| My Kind of Blues                                                    | 1961                  | -                     |                 |              |                           |
| A Heart Full of Blues                                               | 1962                  | -                     |                 |              |                           |
| Blues for Me                                                        | 1962                  | -                     |                 |              |                           |
| Blues in My Heart                                                   | 1962                  | -                     |                 |              |                           |
| Easy Listening Blues                                                | 1962                  | -                     |                 |              |                           |
| Twist with B.B. King                                                | 1962                  | -                     |                 |              |                           |
| Mr. Blues                                                           | 1963                  | -                     |                 |              |                           |
| Swing Low                                                           | 1963                  | -                     |                 |              |                           |
| Rock Me Baby                                                        | 1964                  | -                     |                 |              |                           |
| Boss of the Blues                                                   | 1965                  | -                     |                 |              |                           |
| Confessin' the Blues                                                | 1965                  | -                     |                 |              |                           |
| Let Me Love You                                                     | 1965                  | -                     |                 |              |                           |
| Live at the Regal                                                   | 1965                  | -                     |                 |              |                           |
| Live! B. B. King on Stage                                           | 1965                  | -                     |                 |              |                           |
| 9 X 9.5                                                             | 1966                  | -                     |                 |              |                           |
| The Original Sweet Sixteen                                          | 1966                  | -                     |                 |              |                           |
| The Soul of B.B. King                                               | 1966                  | -                     |                 |              |                           |
| Turn on to B.B. King                                                | 1966                  | -                     |                 |              |                           |
| Blues Is King                                                       | 1967                  | -                     |                 |              |                           |
| R&B Soul                                                            | 1967                  | -                     |                 |              |                           |
| The Jungle P-Vine Japan                                             | 1967                  | -                     |                 |              |                           |
| Blues on Top                                                        | 1968                  | -                     |                 |              |                           |
| Lucille                                                             | 1968                  | -                     |                 |              |                           |
| Completely Well                                                     | 1969                  | -                     |                 |              |                           |
| Live & Well                                                         | 1969                  | -                     |                 |              |                           |
| The Feeling They Call the Blues, Vol. 2                             | 1969                  | -                     |                 |              |                           |
| The Feeling They Call the Blues                                     | 1969                  | -                     |                 |              |                           |
| Back in the Alley                                                   | 1970                  | -                     |                 |              |                           |
| Indianola Mississippi Seeds                                         | 1970                  | -                     |                 |              |                           |
| Take a Swing with Me                                                | 1970                  | -                     |                 |              |                           |
| The Incredible Soul of B.B. King                                    | 1970                  | -                     |                 |              |                           |
| In London                                                           | 1971                  | -                     |                 |              |                           |
| Live in Cook County Jail                                            | 1971                  | -                     |                 |              |                           |
| Guess Who MCA                                                       | 1972                  | -                     |                 |              |                           |
| L.A. Midnight                                                       | 1972                  | -                     |                 |              |                           |
| To Know You Is to Love You                                          | 1973                  | -                     |                 |              |                           |
| Friends                                                             | 1974                  | -                     |                 |              |                           |
| Together for the First Time...Live                                  | 1974                  | -                     |                 |              |                           |
| Together for the First Time                                         | 1974                  | -                     |                 |              |                           |
| Lucille Talks Back                                                  | 1975                  | -                     |                 |              |                           |
| King of the Blues                                                   | 1976                  | -                     |                 |              |                           |
| King Size                                                           | 1977                  | -                     |                 |              |                           |
| The Electric B.B. King                                              | 1977                  | -                     |                 |              |                           |
| Midnight Believer                                                   | 1978                  | -                     |                 |              |                           |
| Take It Home                                                        | 1979                  | -                     |                 |              |                           |
| Live Now Appearing at Ole Miss                                      | 1980                  | -                     |                 |              |                           |
| Rarest B.B. King Blues                                              | 1980                  | -                     |                 |              |                           |
| There Must Be a Better World Somewhere                              | 1981                  | -                     |                 |              |                           |
| Love Me Tender                                                      | 1982                  | -                     |                 |              |                           |
| Blues 'n' Jazz                                                      | 1983                  | -                     |                 |              |                           |
| King of the Blues Guitar                                            | 1985                  | -                     |                 |              |                           |
| Ambassador of the Blues                                             | 1986                  | -                     |                 |              |                           |
| Blues Is King                                                       | 1987                  | -                     |                 |              |                           |
| Introducing B.B. King                                               | 1987                  | -                     |                 |              |                           |
| One Nighter Blues                                                   | 1987                  | -                     |                 |              |                           |
| King of Blues: 1989                                                 | 1988                  | -                     |                 |              |                           |
| Across the Tracks                                                   | 1988                  | -                     |                 |              |                           |
| Doing My Thing, Lord                                                | 1988                  | -                     |                 |              |                           |
| Six Silver Strings                                                  | 1988                  | -                     |                 |              |                           |
| Got My Mojo Working                                                 | 1989                  | -                     |                 |              |                           |
| Lucille Had a Baby                                                  | 1989                  | -                     |                 |              |                           |
| Live at the Apollo                                                  | 1990                  | -                     |                 |              |                           |
| Live at San Quentin                                                 | 1991                  | -                     |                 |              |                           |
| There Is Always One More Time                                       | 1992                  | -                     |                 |              |                           |
| Why I Sing the Blues                                                | 1992                  | -                     |                 |              |                           |
| Better Than Ever                                                    | 1993                  | -                     |                 |              |                           |
| I Just Sing the Blues                                               | 1993                  | -                     |                 |              |                           |
| You Done Lost Your Good Thing Now                                   | 1993                  | -                     |                 |              |                           |
| Live at Newport                                                     | 1993                  | -                     |                 |              |                           |
| Blues Summit                                                        | 1993                  | -                     |                 |              |                           |
| Kansas City 1972 (live)                                             | 1994                  | -                     |                 |              |                           |
| Everyday I Have the Blues                                           | 1994                  | -                     |                 |              |                           |
| Swing Low Sweet Chariot                                             | 1995                  | -                     |                 |              |                           |
| B.B. King & Friends                                                 | 1995                  | -                     |                 |              |                           |
| Lucille & friends                                                   | 1995                  | 29-07-1995            | 54              | 8            |                           |
| Paying the Cost to Be the Boss                                      | 1997                  | -                     |                 |              |                           |
| Deuces wild                                                         | 1997                  | 22-11-1997            | 29              | 22           |                           |
| King Biscuit Flower Hour Presents B.B. King                         | 1998                  | -                     |                 |              | Livealbum                 |
| Blues on the Bayou                                                  | 1998                  | -                     |                 |              |                           |
| Live in Japan'                                                      | 1999                  | -                     |                 |              | Livealbum                 |
| Let the Good Times Roll: The Music of Louis ...                     | 1999                  | -                     |                 |              |                           |
| Makin' Love Is Good For You                                         | 2000                  | -                     |                 |              |                           |
| All Over Again                                                      | 2000                  | -                     |                 |              |                           |
| Riding with the king                                                | 2000                  | 17-06-2000            | 6               | 22           | met Eric Clapton          |
| His definitive greatest hits                                        | 2000                  | 12-08-2000            | 33              | 5            | Verzamelalbum             |
| A Night in Cannes                                                   | 2001                  | -                     |                 |              | Livealbum                 |
| Sweet Little Angel                                                  | 2001                  | -                     |                 |              | Livealbum                 |
| A Christmas Celebration of Hope                                     | 2001                  | -                     |                 |              |                           |
| Everyday I Have the Blues                                           | 2002                  | -                     |                 |              |                           |
| Together Again: Live                                                | 2002                  | -                     |                 |              | Livealbum                 |
| Why I Sing the Blues                                                | 2002                  | -                     |                 |              |                           |
| Rock Me Baby                                                        | 2003                  | -                     |                 |              |                           |
| Wails                                                               | 2003                  | -                     |                 |              |                           |
| B.B. King Wails, Vol. 2                                             | 2003                  | -                     |                 |              |                           |
| Reflections                                                         | 2003                  | -                     |                 |              |                           |
| Greatest Hits Live                                                  | 2003                  | -                     |                 |              | Verzamelalbum / Livealbum |
| Night of Blistering Blues                                           | 2005                  | -                     |                 |              | Livealbum                 |
| 80                                                                  | 2005                  | 26-11-2005            | 84              | 1            | met Friends               |
| Door to Door                                                        | 2005                  | -                     |                 |              |                           |
| Lonely Nights                                                       | 2005                  | -                     |                 |              |                           |
| One kind favor                                                      | 2008                  | 20-09-2008            | 72              | 4            |                           |
| The complete collection                                             | 2015                  | 23-05-2015            | 55              | 1*           |                           |

| Album met hitnotering(en) in de Vlaamse Ultratop 200 albums | Datum van verschijnen | Datum van binnenkomst | Hoogste positie | Aantal weken | Opmerkingen      |
| ----------------------------------------------------------- | --------------------- | --------------------- | --------------- | ------------ | ---------------- |
| Riding with the king                                        | 2000                  | 05-08-2000            | 26              | 9            | met Eric Clapton |
| The complete collection                                     | 2015                  | 23-05-2015            | 104             | 1            | Verzamelalbum    |
| The very best of B.B. King - Blues classics and essentials  | 2015                  | 23-05-2015            | 183             | 1            | Verzamelalbum    |

### Singles
| Single met eventuele hitnotering(en) in de Nederlandse Top 40 | Datum van verschijnen | Datum van binnenkomst | Hoogste positie | Aantal weken | Opmerkingen |
| ------------------------------------------------------------- | --------------------- | --------------------- | --------------- | ------------ | ----------- |
| When love comes to town                                       | 1989                  | 08-04-1989            | 9               | 8            | met U2      |
| Ain't nobody home                                             | 1989                  | 09-09-1989            | tip6            | -            |             |

### NPO Radio 2 Top 2000
| Nummers met noteringen in de NPO Radio 2 Top 2000 | '99 | '00 | '01 | '02 | '03 | '04 | '05 | '06 | '07  | '08 | '09  | '10  | '11  | '12  | '13 | '14  | '15  | '16 | '17  | '18  | '19  | '20  | '21  | '22  | '23  | '24  |
| ------------------------------------------------- | --- | --- | --- | --- | --- | --- | --- | --- | ---- | --- | ---- | ---- | ---- | ---- | --- | ---- | ---- | --- | ---- | ---- | ---- | ---- | ---- | ---- | ---- | ---- |
| Ain't Nobody Home                                 | -   | -   | -   | -   | -   | -   | -   | -   | 1253 | -   | 1748 | 1568 | 1283 | 1543 | -   | 1959 | 1756 | -   | -    | -    | -    | -    | -    | -    | -    | -    |
| The Thrill Is Gone                                | 697 | -   | 450 | 524 | 753 | 442 | 377 | 595 | 497  | 511 | 857  | 583  | 380  | 468  | 491 | 463  | 271  | 343 | 423  | 672  | 1213 | 1190 | 1256 | 1430 | 1935 | -    |
| When Love Comes to Town (met U2)                  | -   | -   | -   | -   | -   | -   | -   | -   | -    | -   | -    | -    | -    | -    | -   | -    | 749  | 954 | 1099 | 1104 | 1123 | 1091 | 1212 | 1330 | 1268 | 1372 |

1. ↑  Een '-' betekent dat het nummer niet was genoteerd en een vetgedrukt getal geeft de hoogste notering van een nummer aan.

### Dvd's
| Dvd's met hitnoteringen in de Nederlandse Music Top 30 | Datum van verschijnen | Datum van binnenkomst | Hoogste positie | Aantal weken | Opmerkingen |
| ------------------------------------------------------ | --------------------- | --------------------- | --------------- | ------------ | ----------- |
| Live                                                   | 2010                  | 20-02-2010            | 18              | 1            |             |